# Puchar Świata w narciarstwie alpejskim mężczyzn 1993/1994
Puchar Świata w narciarstwie alpejskim mężczyzn sezon 1993/1994 to 28 edycja tej imprezy. Cykl ten rozpoczął się w austriackim Sölden 30 października 1993 roku, a zakończył 19 marca 1994 roku w amerykańskim Vail.

## Podium zawodów

### indywidualnie
| Lp                                                 | Data                 | Miejsce                | Konkurencja | Zwycięzca            | 2. miejsce                        | 3. miejsce                |
| 1.                                                 | 30 października 1993 | Sölden                 | gigant      | Franck Piccard       | Fredrik Nyberg                    | Kjetil André Aamodt       |
| 2.                                                 | 27 listopada 1993    | Park City              | gigant      | Günther Mader        | Alberto Tomba                     | Kjetil André Aamodt       |
| 3.                                                 | 28 listopada 1993    | Park City              | slalom      | Thomas Stangassinger | Jure Košir                        | Finn Christian Jagge      |
| 4.                                                 | 5 grudnia 1993       | Stoneham               | slalom      | Alberto Tomba        | Thomas Stangassinger              | Jure Košir                |
| 5.                                                 | 12 grudnia 1993      | Val d’Isère            | supergigant | Günther Mader        | Kjetil André Aamodt               | Tommy Moe                 |
| 6.                                                 | 13 grudnia 1993      | Val d’Isère            | gigant      | Christian Mayer      | Tobias Barnerssoi                 | Michael von Grünigen      |
| 7.                                                 | 14 grudnia 1993      | Sestriere              | slalom      | Alberto Tomba        | Thomas Stangassinger              | Ole Kristian Furuseth     |
| 8.                                                 | 17 grudnia 1993      | Val Gardena            | zjazd       | Markus Foser         | Werner Franz                      | Marc Girardelli           |
| 9.                                                 | 18 grudnia 1993      | Val Gardena            | zjazd       | Patrick Ortlieb      | Daniel Mahrer                     | Jean-Luc Crétier          |
| 10.                                                | 19 grudnia 1993      | Alta Badia             | gigant      | Steve Locher         | Alberto Tomba                     | Christian Mayer           |
| 11.                                                | 20 grudnia 1993      | Madonna di Campiglio   | slalom      | Jure Košir           | Alberto Tomba                     | Finn Christian Jagge      |
| 12.                                                | 22 grudnia 1993      | Lech                   | supergigant | Hannes Trinkl        | Werner Perathoner                 | Armin Assinger            |
| 13.                                                | 29 grudnia 1993      | Bormio                 | zjazd       | Hannes Trinkl        | Marc Girardelli                   | Tommy Moe                 |
| 14.                                                | 6 stycznia 1994      | Saalbach               | zjazd       | Ed Podivinsky        | Cary Mullen                       | Atle Skårdal              |
| 15.                                                | 8 stycznia 1994      | Kranjska Gora          | gigant      | Fredrik Nyberg       | Matteo Belfrond                   | Tobias Barnerssoi         |
| 16.                                                | 9 stycznia 1994      | Kranjska Gora          | slalom      | Finn Christian Jagge | Ole Kristian Furuseth             | Thomas Fogdö              |
| 17.                                                | 11 stycznia 1994     | Hinterstoder           | gigant      | Kjetil André Aamodt  | Christian Mayer                   | Richard Kröll             |
| 18.                                                | 15 stycznia 1994     | Kitzbühel              | zjazd       | Patrick Ortlieb      | Marc Girardelli                   | William Besse             |
| 19.                                                | 16 stycznia 1994     | Kitzbühel              | slalom      | Thomas Stangassinger | Thomas Sykora                     | Alberto Tomba             |
| 20.                                                | 16 stycznia 1994     | Kitzbühel              | kombinacja  | Lasse Kjus           | Kjetil André Aamodt               | Günther Mader             |
| 21.                                                | 18 stycznia 1994     | Crans-Montana          | gigant      | Jan Einar Thorsen    | Mitja Kunc                        | Rainer Salzgeber          |
| 22.                                                | 22 stycznia 1994     | Wengen                 | zjazd       | William Besse        | Marc Girardelli Peter Runggaldier |                           |
| 23.                                                | 23 stycznia 1994     | Wengen                 | supergigant | Marc Girardelli      | Jan Einar Thorsen                 | Atle Skårdal              |
| 24.                                                | 29 stycznia 1994     | Chamonix               | zjazd       | Kjetil André Aamodt  | Jean-Luc Crétier                  | Hannes Trinkl             |
| 25.                                                | 30 stycznia 1994     | Chamonix               | slalom      | Alberto Tomba        | Thomas Fogdö                      | Jure Košir Thomas Sykora  |
| 26.                                                | 30 stycznia 1994     | Chamonix               | kombinacja  | Kjetil André Aamodt  | Lasse Kjus                        | Harald Strand Nilsen      |
| 27.                                                | 6 lutego 1994        | Garmisch-Partenkirchen | slalom      | Alberto Tomba        | Thomas Fogdö                      | Thomas Sykora             |
| 17. Zimowe Igrzyska Olimpijskie 1994 – Lillehammer |                      |                        |             |                      |                                   |                           |
| 28.                                                | 4 marca 1994         | Aspen                  | zjazd       | Hannes Trinkl        | Cary Mullen                       | Marc Girardelli           |
| 29.                                                | 5 marca 1994         | Aspen                  | zjazd       | Cary Mullen          | Atle Skårdal                      | Pietro Vitalini           |
| 30.                                                | 6 marca 1994         | Aspen                  | gigant      | Fredrik Nyberg       | Christian Mayer                   | Matteo Belfrond           |
| 31.                                                | 12 marca 1994        | Whistler               | zjazd       | Atle Skårdal         | Hannes Trinkl                     | Tommy Moe                 |
| 32.                                                | 13 marca 1994        | Whistler               | supergigant | Tommy Moe            | Marc Girardelli                   | Werner Perathoner         |
| 33.                                                | 16 marca 1994        | Vail                   | zjazd       | William Besse        | Hannes Trinkl                     | Tommy Moe Patrick Ortlieb |
| 34.                                                | 17 marca 1994        | Vail                   | supergigant | Jan Einar Thorsen    | Lasse Kjus                        | Hans Knauß                |
| 35.                                                | 19 marca 1994        | Vail                   | gigant      | Kjetil André Aamodt  | Christian Mayer                   | Steve Locher              |

## Końcowa klasyfikacja generalna
| Miejsce | Zawodnik            | Punkty |
| ------- | ------------------- | ------ |
| 1.      | Kjetil André Aamodt | 1392   |
| 2.      | Marc Girardelli     | 1007   |
| 3.      | Alberto Tomba       | 822    |
| 4.      | Günther Mader       | 820    |
| 5.      | Hannes Trinkl       | 701    |
| 6.      | Jan Einar Thorsen   | 657    |
| 7.      | Lasse Kjus          | 651    |
| 8.      | Tommy Moe           | 650    |
| 9.      | Atle Skårdal        | 641    |
| 10.     | Cary Mullen         | 535    |

### Zjazd (po 11 z 11 konkurencji)
| Miejsce | Zawodnik        | Punkty |
| ------- | --------------- | ------ |
| 1.      | Marc Girardelli | 556    |
| 2.      | Hannes Trinkl   | 536    |
| 3.      | Patrick Ortlieb | 489    |
| 4.      | Cary Mullen     | 461    |
| 5.      | William Besse   | 446    |

### Supergigant (po 5 z 5 konkurencji)
| Miejsce | Zawodnik            | Punkty |
| ------- | ------------------- | ------ |
| 1.      | Jan Einar Thorsen   | 280    |
| 2.      | Marc Girardelli     | 275    |
| 3.      | Tommy Moe           | 242    |
| 4.      | Kjetil André Aamodt | 207    |
| 5.      | Günther Mader       | 202    |
| 5.      | Atle Skårdal        | 202    |

### Slalom gigant (po 9 z 9 konkurencji)
| Miejsce | Zawodnik            | Punkty |
| ------- | ------------------- | ------ |
| 1.      | Christian Mayer     | 496    |
| 2.      | Kjetil Andre Aamodt | 494    |
| 3.      | Franck Piccard      | 414    |
| 4.      | Fredrik Nyberg      | 384    |
| 5.      | Steve Locher        | 356    |

### Slalom (po 8 z 8 konkurencji)
| Miejsce | Zawodnik             | Punkty |
| ------- | -------------------- | ------ |
| 1.      | Alberto Tomba        | 540    |
| 2.      | Thomas Stangassinger | 452    |
| 3.      | Jure Košir           | 421    |
| 4.      | Finn Christian Jagge | 389    |
| 5.      | Thomas Fogdö         | 352    |

### Kombinacja (po 2 z 2 konkurencji)
| Miejsce | Zawodnik             | Punkty |
| ------- | -------------------- | ------ |
| 1.      | Kjetil André Aamodt  | 180    |
| 1.      | Lasse Kjus           | 180    |
| 3.      | Harald Strand Nilsen | 105    |
| 4.      | Tommy Moe            | 100    |
| 5.      | Günther Mader        | 82     |

### Drużynowo
| Miejsce | Kraj       | Punkty |
| ------- | ---------- | ------ |
| 1.      | Austria    | 5251   |
| 2.      | Norwegia   | 4335   |
| 3.      | Szwajcaria | 3101   |
| 4.      | Włochy     | 2924   |
| 5.      | Francja    | 1633   |